# Lazare Gianessi
Lazare Gianessi (Aniche, 9 novembre 1925 – Concarneau, 10 agosto 2009) è stato un calciatore francese di origini italiane, di ruolo difensore.

## Carriera
Gianessi giocò per vari club francesi e per la Nazionale francese, con la quale partecipò al Mondiale 1954. Dopo il Mondiale, però, ebbe una grave malattia ai polmoni e nel 1960 si ritirò come calciatore.
Dopo il ritiro fu allenatore di numerose squadre dilettanti.
Muore il 10 agosto 2009 all'età di 83 anni.

## Palmarès

### Club
- Coppa Charles Drago: 1

Lens: 1959